# Hội đồng Đại diện Nhân dân
Hội đồng Đại diện Nhân dân (tiếng Indonesia: Dewan Perwakilan Rakyat, DPR) còn được gọi là Hạ viện, là một trong 2 cơ quan lập pháp của Indonesia, và là cơ quan đại diện của nhân dân.
Hạ viện bao gồm các thành viên của các chính đảng đước bầu thông qua cuộc tổng tuyển cử lập pháp. Đại biểu hiện tại của Hạ viện là 560 người thông qua cuộc tổng tuyển cử 2014.

## Lịch sử

### Giai đoạn đầu độc lập (1945-1949)
Vào đầu độc lập, các tổ chức nhà nước uỷ quyền theo Hiến pháp 1945 đã được thành lập. Theo điều 4 Hiến pháp Ủy ban Quốc gia Trung ương (KNIP) được thành lập. Ủy ban này là tổ chức tiền thân của cơ quan lập pháp sau này của Indonesia.
Các thành viên của KNIP có 60 người, có một số nguồn cho rằng là 103 người. KNIP tổ chức được 6 phiên họp, trong việc chuyển giao Hội đồng Đại diện Nhân dân và thành lập Ủy ban công tác Quốc gia Trung ương, Ủy ban công tác đã phê chuẩn 133 dự luật, nghị quyết, kiến nghị...
Trong chiến tranh giành độc lập, KNIP không đáp ứng được thường xuyên. Vì vậy KNIP hoạt động như thượng viện, Hội nghị Hiệp thương Nhân dân trong hiến pháp đáp ứng không thường xuyên các vấn đề cấp bách, cơ bản dân tộc. Trong khi Ủy ban công tác hoạt động như Nghị viện hàng ngày.

### Giai đoạn đầu lập nước (1949-1950)
Tháng 12/1949 nhà nước thông qua cơ quan lập pháp của Hợp chủng quốc Indonesia (RIS) chia thành 2 viện, với Hạ viện tức Hội đồng Đại diện Nhân dân gồm 146 đại biểu (trong đó 49 đại biểu từ Cộng hòa Indonesia và Yogyajarta) và thượng viện gồm 32 đại biểu (mỗi khu vực của RIS cử 2 đại diện, có 16 khu vực thuộc RIS). Quyền của hạ viện về đề xuất, sửa đổi cũng như thẩm quyền với các dự thảo chính phủ, về vấn đề ngân sách.

### Thời kỳ Dân chủ tự do (1950-1957)
Ngày 14/8/1950, Hạ viện và Thượng viện đã thông qua dự thảo RIS hiến pháp tạm thời nước Cộng hòa Indonesia thống nhất. Ngày 15/8/1950 Thượng viện và hạ viện tuyên bố nhằm thống nhất Indonesia: Giải thể RIS, việc thành lập Cộng hòa Indonesia với Hiến pháp tạm thời có hiệu lực ngày 17/8/1950.
Theo quy định tại điều 77 Hiến pháp tạm thời số lượng thành viên của DPRS là 236 đại biểu, tức 148 thành viên hạ viện, 29 thành viên thượng viện, 46 thành viên Ủy ban Quốc gia Trung ương, và 13 thành viện từ Yogyajarta.

### Cải cách
Tháng 5/1998 Tổng thống Suharto từ chức và lần đầu tiên sau năm 1955 cuộc bầu cử tự do dân chủ được tổ chức. Trong 500 ghế thì có 462 ghế được bầu, 38 ghế dành cho quân đội và cảnh sát. Trong cuộc bầu cử 2004 tất cả 550 ghế được bầu. Trong cuộc tổng tuyển cử 2009 số ghế tăng lên 560 và không bầu lực lượng quân sự và cảnh sát vào cơ quan lập pháp.

## Chức năng
Hội đồng Đại diện Nhân dân có chức năng lập pháp, quyết định ngân sách, và giám sát trong khuôn khổ của đại diện nhân dân. DRP đưa ra và thông qua các đạo luật của riêng cũng như thảo luận và chấp thuận sự điều chỉnh của chính phủ thay thế vào luật và đề xuất từ Hội đồng Đại diện Khu vực (DPD) liên quan đến vấn đề khu vực. Cùng với Tổng thống DRP quyết định ngân sách thường niên thông qua sự nghiên cứu với DPD.
Chức năng giám sát được thực hiện thông qua việc thực hiện luật pháp và ngân sách.

## Quyền hạn
DRP có nhiều quyền hạn cụ thể, như thiết lập pháp luật, quyền của đồng nhân (interpelasi), quyền điều tra (angket), quyền đưa ra quan điểm, quyền gửi câu hỏi, quyền kiến nghị, quyền nêu ý kiến, quyền miễn trừ và quyền tự do ngôn luận. 

### Quyền chất vấn
DRP chất vấn là yêu cầu thông tin từ chính phủ về chính sách của Chính phủ là chiến lược quan trọng và ảnh hưởng sâu rộng tác động về xã hội, quốc gia, và khu vực.

### Quyền điều tra
Là quyền tiến hành điều tra về việc thực hiện luật pháp hoặc chính sách của Chính phủ liên quan tới vấn đề quan trọng, chiến lược, và có ảnh hưởng sâu rộng đến xã hội, quốc gia, và nhà nước đang bị cáo buộc trái ngược với pháp luật.

### Quyền miễn trừ
Đại biểu có quyền miễn truy tố tại các tòa án với các báo cáo, bằng lời nói hoặc văn bản trong các phiên họp của thượng viện, miễn là không trái với các quy định, quy tắc thủ tục của tổ chức. Việc miễn truy tố không áp dụng nếu các đại biểu công bố các tài liệu đã được thống nhất trong các phiên họp kín được giữ bí mật hoặc các vấn đề liên quan tới bí mật quốc gia.

### Quyền tự do ngôn luận
Quyền tự do ngôn luận của DRP là quyền được nêu ý kiến về các vấn đề:
- Chính sách của chính phủ hoặc về các sự kiện bất thường xảy ra trong nước hoặc ở các quốc tế
- Theo dõi việc thực hiện các quyền của đồng nhân và quyền yêu cầu thông tin.
- Các cáo buộc rằng Tổng thống và/hoặc Phó Tổng thống phạm tội, vi phạm các lỗi như phản quốc, tham nhũng, trọng tội khác hoặc hành vi khác có tính chất hình sự nghiêm trọng, hoặc vi phạm đạo đức nghiêm trọng, và/hoặc là Tổng thống và/hoặc Phó Tổng thống không còn đáp ứng để thực thi nhiệm vụ Tổng thống và/hoặc Phó Tổng thống.

## Đại biểu

### Quyền
Đại biểu Hội đồng Đại diện Nhân dân có quyền:
- Đề xuất các dự luật
- Chất vấn
- Gửi đề xuất và thảo luận
- Lựa chọn và thông qua
- Miễn truy tố
- Tài chính và hành chính
- Bảo vệ bản thân
- Ưu tiên

### Nghĩa vụ
Đại biểu Hội đồng Đại diện Nhân dân có trách nhiệm:
- Duy trì và thực hiện Pancasila
- Thi hành Hiến pháp năm 1945 và tuân thủ các quy định luật pháp
- Duy trì và duy trì dân tộc và toàn vẹn sự thống nhất quốc gia
- Đặt lợi ích đất nước trên lợi ích cá nhân, đảng và nhóm
- Đầu tranh vì phúc lợi của người dân
- Tuân thủ các nguyên tắc dân chủ trong nước
- Tuân thủ thi hành nội quy và quy tắc đạo đức
- Duy trì đạo đức và định mức trong mối quan hệ làm việc với các cơ quan khác
- Tiếp thu và thu thập các nguyện vọng của cử tri thông qua chuyến công tác thường xuyên
- Sắp xếp và làm theo nguyện vọng và khiếu nại công chúng
- Cung cấp trách nhiệm đạo đức và chính trị đến các thành phần bầu cử

### Điều tra
Nếu đại biểu DPR bị nghi nhờ vi phạm, triệu tập, yêu cầu và điều tra cần được sự chấp thuận của Chủ tịch. Quy định không áp dụng cho đại biểu bị bắt vì tham nhũng hoặc khủng bố. 

## Tổ chức
Tổ chức của DPR gồm có:Chủ tịch, cơ quan tư vấn, Ủy ban, cơ quan pháp chế, cơ quan ngân sách, cơ quan phụ trách tài chính Quốc gia, cơ quan đánh giá, cơ quan hợp tác liên nghị viện, cơ quan các vấn đề trong nước, Ủy ban đặc biệt và các tổ chức cần thiết khác được thành lập trong phiên họp toàn thể.

### Lãnh đạo
Lãnh đạo trong Hội đồng gồm 1 Chủ tịch và 4 Phó Chủ tịch được hình thành từ số ghế trong cuộc bầu cử. Chủ tịch Hạ viện là người thuộc đảng phái chiếm hầu hết số ghế trong Hạ viện, 4 Phó Chủ tịch là những đảng viên thuộc đảng chính trị có số ghế đứng vị trí thứ 2, 3, 4, và 5. Trong trường hợp có nhiều đảng cùng đạt số ghế tương đương nhau, Chủ tịch và Phó Chủ tịch sẽ được xác định bằng thứ tự trong cuộc tổng tuyển cử.
Việc lựa chọn Chủ tịch và các Phó Chủ tịch hạ viện thường là sự hiệp thương giữa các chính đảng với nhau.
4 Phó Chủ tịch được phân bổ theo các chức năng riêng khác nhau:
- Chính trị an ninh:Chịu trách nhiệm trong phạm vi phân công Ủy ban I, II, III, cơ quan hợp tác liên nghị viện và cơ quan pháp chế
- Công nghiệp xây dựng:Chịu trách nhiệm trong phạm vi phân công Ủy ban IV, V, VI, VII
- Kinh tế tài chính:Chịu trách nhiệm trong phạm vi phân công Ủy ban XI, cơ quan ngân sách, cơ quan tài chính quốc gia
- Phúc lợi nhân dân:Chịu trách nhiệm trong phạm vi phân công Ủy ban VIII, IX, X và cơ quan đạo đức

Chủ tịch Hạ viện bị truất quyền khi: qua đời, từ chức hoặc bãi nhiệm.
Chủ tịch sẽ bị truất quyền nếu:
- Không đảm đương chức vụ liên tục hoặc không tham gia hoạt động Hạ viện với tư cách thành viên trong 3 tháng không có lý do bất kỳ.
- Vi phạm lời tuyên thệ và các quy định dựa trên phiên họp toàn thể của Hội đồng sau khi cơ quan đạo đức kiểm tra
- Bị kết tội bởi tòa án và có hình phạt tù
- Bởi chính đảng đề xuất phù hợp với quy định pháp luật
- Bị bãi nhiệm như một thành viên của chính đảng

### Cơ quan tư vấn
Cơ quan tư vấn là cơ quan thường trực của Hạ viện được bầu tại phiên họp đầu tiên của Hạ viện. Số thành viên trong cơ quan bao gồm 1/10 số thành viên Hạ viện và được chia đều cho các chính đảng.
Cơ quan có nhiệm vụ đưa ra chương trình nghị sự thử nghiệm trong thời gian 1 năm, 1 phiên họp hoặc 1 giai đoạn, không ảnh hưởng tới các phiên họp; tham mưu cho Hạ viện các vấn đề đường lối chính sách liên quan đến nhiệm vụ và thẩm quyền Hạ viện; Yêu cầu các tổ chức Hạ viện cung cấp thông tin về nhiệm vụ thực hiện; thực hiện các nhiệm vụ khác được quy định.

### Ủy ban
Ủy ban là các cơ quan thường trực của Hạ viện được bầu tại phiên họp đầu tiên của Hạ viện. Số thành viên trong Ủy ban được chia đều cho các chính đảng. Lãnh đạo của Ủy ban gồm 1 Chủ tịch và tối đa 3 Phó Chủ tịch được bầu theo tỉ lệ tương xứng tham vấn đồng thuận giữa các chính đảng.
Các Ủy ban có nhiệm vụ giám sát việc thi hành pháp luật bao gồm ngân sách và các nhiệm vụ được quy định; thảo luận theo dõi kết quả Ủy ban kiểm toán Quốc gia; giám sát hoạt động Chính phủ; thảo luận theo đõi yêu cầu của DPD.
Hiện tại có 11 Ủy ban trong giai đoạn 2014-2019
- Ủy ban I: Quốc phòng, tình báo, ngoại giao và thông tin truyền thông.
- Ủy ban II: Giám sát quản trị trong nước, khu vực tự trị, bộ máy nhà nước.
- Ủy ban III: An ninh, pháp chế, pháp luật và nhân quyền.
- Ủy ban IV: Nông nghiệp, trồng trọt, lâm nghiệp, hàng hải, thủy sản và thực phẩm.
- Ủy ban V: Giao thông vận tải, viễn thông, công trình công cộng, nhà ở, phát triển nông thôn và khu vực kém phát triển.
- Ủy ban VI: Thương mại, công nghiệp, đầu tư, hợp tác xã, doanh nghiệp vừa và nhỏ, và các doanh nghiệp nhà nước.
- Ủy ban VII: Năng lượng, tài nguyên khoáng sản, nghiên cứu và công nghệ và môi trường.
- Ủy ban VIII: Tôn giáo, xã hội và quyền phụ nữ.
- Ủy ban IX: Dân số, sức khỏe, nhân lực và di cư.
- Ủy ban X: Giáo dục, thanh niên, thể thao, du lịch, nghệ thuật và văn hóa.
- Ủy ban XI: Tài chính, quy hoạch phát triển quốc gia, ngân hàng và các tổ chức tài chính phi ngân hàng.

## Chủ tịch Hạ viện
| Thứ tự | Tên (Sinh-Mất)                   | Từ         | Đến         | Đảng chính trị | Phó Chủ tịch |
| ------ | -------------------------------- | ---------- | ----------- | -------------- | --- |
| 1      | Sartono (1900-1968)              | 12/2/1950  | 16/8/1950   | PNI            | Arudji Kartawinata (PSII) |
| 1      | Sartono (1900-1968)              | 16/8/1950  | 26/3/1956   | PNI            | Arudji Kartawinata (PSII) |
| 1      | Sartono (1900-1968)              | 26/3/1956  | 22/7/1959   | PNI            | Zainul Arifin (PSII) Zainul Arifin (NU) Zainal Abidin Ahmad (Masyumi) |
| 2      | Zainul Arifin (1909-1963)        | 26/7/1960  | 2/3/1963    | NU             | Arudji Kartawinata (PSII) IGG Subamia (PNI) Muhammad Hatta Lukman (PKI) Mursalin Daeng Mamangung (quân đội) |
| 3      | Arudji Kartawinata (1905-1970)   | 2/3/1963   | 15/11/1965  | PSII           | IGG Subamia (PNI) Muhammad Hatta Lukman (PKI) Mursalin Daeng Mamangung (quân đội) Achmad Sjaichu (NU) |
| 3      | Arudji Kartawinata (1905-1970)   | 15/11/1965 | 19/11/1966  | PSII           | |
| 4      | Mursalin Daeng Mamangung (1922-) | 19/11/1966 | 1968        | Quân đội       | Achmad Sjaichu (NU) Ben Mang reng Say (công giáo) Sharif Thayeb (quân đội) Asmara Hadi (PNI) Mohammad Isnaeni (PNI) Mursalin Daeng Mamangung (quân đội)                                                                  |
| 5      | Achmad Sjaichu (1923-1995)       | 1968       | 28/10/1971  | NU             | Ben Mang reng Say (công giáo) Sharif Thayeb (quân đội) Asmara Hadi (PNI) Mohammad Isnaeni (PNI) Mursalin Daeng Mamangung (quân đội)                                                                                      |
| 6      | Idham Chalid (1921-2010)         | 1971       | 1977        | NU             | Sumiskum (Golkar) Djaelani Naro (NU) Domo Pranoto (Golkar) Kartidjo (lực lượng vũ trang Indonesia) Mohammad Isnaeni (PNI)                                                                                                |
| 7      | Adam Malik (1917-1984)           | 1977       | 1978        | Golkar         | Mashuri Saleh (Golkar) Achmad Lamo (Đại diện khu vực) Djaelani Naro (PPP) |
| 8      | Daryatmo (1925-)                 | 1978       | 1982        | Golkar         | Mashuri Saleh (Golkar) Achmad Lamo (Đại diện khu vực) Masjkur (PPP) |
| 9      | Amir Machmud (1923-1995)         | 1982       | 1987        | Golkar         | Kharis Suhud (lực lượng vũ trang Indonesia) Amir Murtono (Golkar) Hardjantho Sumodiasastro (PDI) Nuddin Lubis (PPP) Soenandar Prijosoedarmo (Đại diện khu vực)                                                           |
| 10     | Kharis Suhud (1925-2012)         | 1987       | 1992        | Golkar         | Syaiful Sulun (Golkar) Raden Sukardi (Lực lượng vũ trang Indonesia) Raden Soeprapto (Đại diện khu vực) Soerjadi (PDI) Djaelani Naro (PPP)                                                                                |
| 11     | Wahono (1925-2004)               | 1992       | 1997        | Golkar         | Ismail Hassan Metareum (PPP) Ahmad Amiruddin (Đại diện khu vực) Soerjadi (PDI) Soetedjo (Lực lượng vũ trang Indonesia)                                                                                                   |
| 12     | Harmoko (1939-)                  | 1997       | 1999        | Golkar         | Syarwan Hamid (Lực lượng vũ trang Indonesia 1997-1998) Abdul Gafur (Golkar) Ismail Hassan Metareum (PPP) Fatimah Achmad (PDI) Poedjono Pranyoto (Đại diện khu vực) Hari Sabarno (Lực lượng vũ trang Indonesia 1998-1999) |
| 13     | Akbar Tandjung (1945-)           | 1999       | 2004        | Golkar         | Soetardjo Soerjogoeritno (PDI-P) Muhaimin Iskandar (PKB 1999-2004) Andi Mappetahang Fatwa (PAN) Khofifah Indar Parawansa (PKB 1999)                                                                                      |
| 14     | Agung Laksono (1949-)            | 2/10/2004  | 1/10/2009   | Golkar         | Soetardjo Soerjogoeritno (PDI-P) Muhaimin Iskandar (PKB) Zaenal Maarif (PBR 2004-2007) Bursah Zarnubi (PBR 2007-2009) |
| 15     | Marzuki Alie (1955-)             | 2/10/2009  | 1/10/2014   | Demokrat       | Priyo Budi Santoso (Golkar) Pramono Anung (PDI-P) Anis Matta (PKS) Marwoto Mitrohardjono (PAN) Taufik Kurniawan (PAN) Sohibul Iman (PKS)                                                                                 |
| 16     | Setya Novanto (1955-)            | 2/10/2014  | Đương nhiệm | Golkar         | Fadli Zon (Gerindra) Agus Hermanto (Demokrat) Taufik Kurniawan (PAN) Fahri Hamzah (PKS) |